# つなぐネットコミュニケーションズ
株式会社つなぐネットコミュニケーションズは、東京都千代田区のISP事業者。

## 概要
丸紅、三菱地所、東京建物の共同出資により2001年設立、マンション向けインターネットサービスを中心に、マンション向け各種サービスを提供している。2017年3月、丸紅が保有する当社の全株式（60%）をアルテリア・ネットワークスに譲渡、同社グループとなる。従来運営していたインターネットサービス「e-mansion」に加え、「UCOM光 レジデンス」を事業継承した。マンション一括受電など、電力事業も提供している。
2017年11月、吸収分割によりアルテリア・ネットワークスから一部事業に係る権利義務を承継し、その対価としてアルテリア・ネットワークスが株式を取得したため、資本構成はアルテリア・ネットワークス（80％）、三菱地所（10％）、東京建物（10％）となった。
MM総研が行った調査では、2015年3月末の全戸一括型マンションISPの加入件数において、アルテリア・ネットワークスの「UCOM光 レジデンス」がシェア17.9％でトップ、つなぐネットコミュニケーションズの「e-mansion」がシェア15.2％で第2位となった。
同じくMM総研が行った調査では、つなぐネットコミュニケーションズは全戸一括型マンションISPとして8年連続シェアトップである。アルテリア・ネットワークスとのマンションインターネット事業統合前を含めると、12年連続シェアトップである。

## サービス

### インターネットサービス

#### e-mansion
マンション全戸一括加入にてインターネットサービスを提供している。アクセス回線とISPともにアルテリア・ネットワークスの設備を使用している。アルテリア・ネットワークスは主に法人や官公庁向けにサービスを提供しており、他事業者との差別化要素の一つとして大容量バックボーンが挙げられる。標準はプライベートIPアドレスのみの使用となるが、オプションを利用することでグローバルIPアドレスの使用も可能となる。
物件により市販のWi-Fiルータ等の別途購入が必要な場合や、安価なWi-Fiルータやスイッチングハブが無償でプレゼントされるケースもある。
e-mansionは株主のディベロッパーを中心としたマンションや、麻布台ヒルズなどに代表される高級分譲マンションに導入されているケースが多く見受けられる。

#### UCOM光 レジデンス
マンション全戸一括型インターネット接続サービス。e-mansionと同様に光回線とISPはアルテリア・ネットワークスの設備で提供しており、入居者は個別に回線とISP契約をする必要が無い。DHCP方式を採用しており、ISPのIDやパスワード入力などの初期設定の必要が無い。またLAN配線であれば、入居後パソコン（もしくはモバイルWi-Fiルーター等）を室内のモジュラージャックにつなぐだけですぐにインターネットが利用できる利点がある。VDSLタイプの場合、専用モデムを接続する必要がある。
物件により市販のWi-Fiルータ等の別途購入が必要な場合や、安価なWi-Fiルータやスイッチングハブが無償でプレゼントされるケースもある。

#### ICTマンション
マンション向け任意加入型の光接続サービス。

#### UCOMモバイル
Pocket WiFi。モバイルWi-Fiルーターを提供している。2018年9月現在、新規受付は行っていない。

### マンション向け付加サービス
- Mcloud（エムクラウド）

マンションの専用WEBサイトが利用可能なクラウドサービス。
- 管理組合支援サービスKANRI

マンションの管理組合の運営業務をサポートするwebツール。
- 部屋づけ君

居住者が支払う共用施設などの利用料金をキャッシュレスで会計できるツール。
- 修繕工事支援サービスSHUZEN.INFO

施工会社から居住者向けに修繕工事情報を配信できる管理システム。
- マンション向けIoT

防犯カメラや電子錠などに、IoTを導入したサービス。
- Wi-Fiスポット

マンションの専有部・共用部に公衆無線LANを導入したサービス。
- マンション・ラボ

マンションの居住者を対象としたアンケート・リサーチを行ったデータを基に、管理会社などのマーケティングを支援するサービス。
- 緊急地震速報サービス SCOOP

気象庁などが発表する緊急地震速報を、配信事業者経由でマンション入居者のインターホンで伝えるサービス。

### エネルギーサービス

#### 電力一括受電サービス
- UCOMエネルミー「とくエネ」

マンション毎にまとめて地域電力会社等と電力契約を締結することで、入居者が個別に電力会社と契約するより廉価な料金で電力を利用できるサービス。受電設備の設置、電気料金の請求をつなぐネットコミュニケーションズが行う。
- Msmart（エムスマ）

地域電力会社等から高圧電力を一括購入し、マンション内の変電設備で低圧に変換し供給する。電力のまとめ買いにより、入居者の電気料金を削減するサービス。スマートメーター設置により、インターネットを通じて電気使用量を確認することができる。

#### 電力小売サービス
共用部の電気契約が高圧契約か低圧契約かにより提供サービスが分かれる。
- 高圧 - 丸紅新電力

共有部の電気契約が高圧契約で、つなぐネットコミュニケーションズのインターネット導入済みマンションが対象。丸紅が100%出資する丸紅新電力により安価な料金契約が出来る。
- 低圧 - つなぐでんき

ミツウロコグリーンエネルギーと共同で、マンション共用部の電気を低価格で利用できる電力小売サービス。つなぐネットコミュニケーションズのインターネットが全戸一括で導入しているマンションでは、さらに低価格で利用可能。

## 沿革
- 2001年（平成13年）
  - 1月24日 - 丸紅の100%出資で設立。マンション向けインターネットサービス「e-mansion」を提供開始[24]。
  - 4月 - 丸紅60%、三菱地所20%、東京建物20%へと資本分割[24]。
- 2005年（平成17年）9月 - 藤和不動産（現・三菱地所レジデンス）より、マンション向けインターネットサービス事業「With e net」を譲受[24]。
- 2007年（平成19年）7月 - マンション向け緊急地震速報サービス「SCOOP」を提供開始[24]。
- 2009年（平成21年）7月 - ビル向け緊急地震速報サービス「SCOOP」を提供開始[24]。
- 2013年（平成25年）11月 - 「『マンション内被災生活』実現支援プログラム」がグッドデザイン賞を受賞[24]。
- 2016年（平成28年）8月 - マンション向け電力小売サービス「つなぐでんき」を提供開始[24]。
- 2017年（平成29年）
  - 3月 -
    - MVNOサービス「つなぐモバイル powered by mineo」を提供開始[24]。
    - 丸紅が保有する当社の全株式（60%）を、アルテリア・ネットワークスへ譲渡[25]。

  - 11月 - アルテリア・ネットワークスとエネルギー関連事業及びマンション向けインターネットサービス事業を統合[26]。